# Lista de membros associados da Academia Brasileira de Ciências empossados em 1977
Esta lista contém os nomes dos membros associados da Academia Brasileira de Ciências empossados em 1977. 
A categoria de associados foi extinta na reforma estatutária ocorrida em 1999. Ambas as categorias titular e associado são de caráter vitalício. 
| Imagem | Nome                          | Datas de nascimento e falecimento           | Local de nascimento | Área de especialização | Alma mater | Data de posse       | Conhecido por                                                                                                 | Referências |
| ------ | ----------------------------- | ------------------------------------------- | ------------------- | ---------------------- | ---------- | ------------------- | --- | ----------- |
|        | Luis Adauto da Justa Medeiros | 24 de fevereiro de 1926 04 de junho de 2022 | Fortaleza, CE       | Ciências Matemáticas   | UFRJ       | 19 de abril de 1977 | "Teorema de Unicidade de Medeiros". Foi orientado por Leopoldo Nachbin, Felix Browder, e Jacques-Louis Lions. | [ 3 ] [ 4 ] |